# Wien 1910
Wien 1910 è un film del 1943 diretto da E.W. Emo. Racconta, con taglio propagandistico, gli ultimi tre giorni di vita di Karl Lueger, noto sindaco di Vienna fortemente antisemita il cui personaggio venne interpretato da Rudolf Forster.

## Trama
Vienna, 7 marzo 1910. In città, corre la notizia della morte imminente di Karl Lueger, il sindaco, malato senza speranza a causa di un avvelenamento del sangue. Alti funzionari in pompa magna si incontrano all'Hofburg, commentando la notizia. Intanto, gli ebrei viennesi non possono nascondere la loro gioia segreta in attesa della fine precoce di Lueger. Il liberale Lechner, uno dei più feroci avversari politici del sindaco, appresa la "buona notizia" non perde tempo per approfittare della momentanea debolezza del partito cristiano sociale. In parlamento, si accendono le discussioni politiche per contrastare i profittatori liberali. Nella sala, si trova anche Lueger, che si esprime con durezza contro le iene dell'affarismo senza scrupoli e si batte per una compagnia di assicurazione sociale in difesa dei cittadini. Presentandosi come un combattente contro gli ebrei e le idee dei socialdemocratici, critica i capitalisti irresponsabili e chiede che ogni cittadino possa usufruire dei benefici quotidiani di una rete di gas e del servizio pubblico del trasporto tramviario. Nel frattempo, con grande gioia degli ebrei, scoppiano dei disordini all'Università tra i sostenitori di Lueger e gli appartenenti all'Alldeutsche Vereinigung, il movimento pangermanista di Georg von Schönerer. Lechner, temendo che il sindaco, che si è dimostrato ancora pieno di propositi tanto battaglieri, sia sulla via di guarigione, cerca alleati per metterlo fuori gioco, contattando Adler, editore di un giornale ebraico e avversario politico di Lueger.
A visitare il sindaco, ormai morente e cieco, giunge da Brünn il suo vecchio amore di gioventù, Maria Anschütz. La visita della donna non passa inosservata e le voci arrivano ad Adler, che usa la notizia per infangare la figura di Lueger. Anche se il sindaco è felice di rivedere Maria, le chiede di tornare a casa dal marito. Ma lei resta a Vienna, pronta ad assisterlo nel momento fatale.
Lechner, sempre in combutta con Adler, si chiede come affrettare la fine di Lueger. Adler, però, lo rassicura, dicendogli che non dovrà far altro che aspettare i titoli del giornale del giorno dopo. L'uscita dell'articolo provoca la furia del sindaco. La rabbia popolare colpisce la redazione del giornale, che viene devastata e distrutta.
In città arriva come un fulmine la notizia della visita di Schönerer. Lueger e Schönerer combattono tutti e due per cambiare la società, sono ambedue antiasburgici e pangermanisti, e un'altra cosa che li unisce è il loro antisemitismo. Ma, mentre Lueger affida il cambiamento al metodo dei piccoli passi, Schönerer, è più impetuoso e vorrebbe distruggere lo stato asburgico per mettere "sotto lo stesso ombrello nazionale" tutti i tedeschi. Un viennese che commenta il suo arrivo con un amico, lo definisce "un fanatico del futuro". La venuta di Schönerer è dovuta a una esplicita richiesta di Lueger che, prima di morire, vuole la riconciliazione tra i loro due movimenti, tanto simili nelle loro istanze.
Il 9 marzo, la vigilia della morte di Lueger, i due uomini politici finalmente si incontrano. Durante il loro dibattito molto aperto, affiorano le differenze di impostazione: Lueger si presenta come un appartenente all'etnia tedesca ligio e fedele all'Impero austro-ungarico, mentre Schönerer parla di sé come di un cittadino tedesco appartenente alla Grande Germania. Lueger, riferendosi agli scontri tra gli studenti, fa notare che i loro comuni avversari godono davanti alle loro divisioni. Schönerer risponde che l'atteggiamento di Lueger è troppo debole, disposto al compromesso con la "marcia" Austria per un falso sentimentalismo. Accusa il sindaco di aver tradito il comune ideale ormai da lungo tempo.
Benché cieco e sofferente, Lueger partecipa al gran ballo dato per l'imperatore, ma, sentendosi male, sviene e viene portato via. La mattina seguente, il 10 marzo 1910, Lueger muore. Davanti alla sua stanza si trova sempre la fedele Maria insieme al giovane Karl Lechner. I viennesi, in massa, si radunano davanti al municipio per commemorare il loro sindaco. In mezzo alla gente, anche Schönerer che, in segno di rispetto, si leva il cappello, mentre sulla torre del municipio sale una bandiera nera.

## Produzione
Il film fu prodotto dalla Wien-Film con il titolo di lavorazione Lueger.

## Distribuzione
Distribuito dalla Deutsche Filmvertriebs (DFV), uscì nelle sale cinematografiche tedesche il 26 agosto 1943.